# Lună lunară

Animație a Lunii cu diferitele sale faze, văzută din Emisfera Nordică. Unduirea aparentă a Lunii este cunoscută sub denumirea de librație.

O lună lunară este o unitate de timp care corespunde duratei dintre două ocurențe ale unei poziții a Lunii și a Pământului.
Ca și pentru definirea anului, nu există definție unică a lunii lunare, o mulțime de definiții conducând la durate apropiate, potrivit fenomenului utilizat drept reper. Reperul fiind variabil, nimic nu indică definirea exactă a fenomenului lunar.

## Astronomie
Ca pentru orice astru pe orbită, se disting cinci tipuri de perioade de revoluție. Se definesc, prin urmare, pentru Lună: o lună lunară siderală, o lună lunară sinodică, o lună lunară anomalistică, o lună  lunară tropică și o lună lunară draconitică.

### Lună siderală
O lună lunară siderală corespunde perioadei orbitale a Lunii, adică timpul necesar ca Luna să efectueze o revoluție completă a orbitei, măsurate într-un sistem de referință fix; este vorba și de timpul necesar Lunii pentru ca, văzută de pe Pământ, să-și regăsească aceeași poziție în raport cu stelele de pe sfera cerească. Rotația Lunii fiind sincronă, este în medie perioada sa de rotație.
Luna lunară siderală este de aproximativ 27,321661547 de zile.

### Lună sinodică
O lună lunară sinodică, în mod curent denumită lunație, corespunde intervalului dintre două luni noi consecutive.
Luna sinodică are circa 29,530 588 85 de zile.
O lună sinodică este mai lungă decât o lună siderală, întrucât sistemul Pământ-Lună este pe orbită în jurul Soarelui. Acesta pare, prin urmare, că se deplasează pe sfera cerească și-i trebuie 2,2 zile în plus pentru ca Luna să-și regăsească poziția aparentă în raport cu el.
Luna sinodică este durata cea mai curentă pentru exprimarea unui ciclu lunar.

### Lună anomalistică
O lună lunară anomalistică este intervalul de timp dintre două perigee ale Lunii, adică punctul de pe orbită cel mai apropiat de Pământ. Axa mare a orbitei lunare, care leagă perigeul de apogeu, suferă fenomenul de precesie cauzat de forțe mareice solare.
Luna anomalistică are circa 27,554 550 de zile. Precesia axei mari lunare are o perioadă de 3.232,6 zile, adică 8,85 de ani.

### Lună tropică
Luna tropică este timpul necesar ca Luna  să-și regăsească aceeași longitudine ecliptică; este ușor mai scurtă decât o lună siderală din cauza precesiei echinocțiilor.
Luna tropică este egală în medie cu 27,321 582 de zile. Precesia ecchinocțiilor are o perioadă de circa 26.000 de ani.

### Lună draconitică
O lună lunară draconitică este perioada dintre două treceri ale Lunii la același nod al orbitei sale; nodurile sunt punctele în care orbita Lunii înțeapă planul orbitei Pământului. Luna draconitică este mai scurtă decât luna siderală din cauza precesiei nodurilor lunare; aceasta, mai ale, provocată de turtirea Pământului, conduce nodurile să se rotească de-a lungul planului eclipticii.
Termeul „draconitic” (sau cel mai vechi de „dracontic”) provine de la faptul că nodul ascendent și nodul descendent  erau denumite „capul” și „coada” Dragonului, animal mitologic care înghițea Soarele sau Luna în momentul eclipselor.
O lună draconitică are în medie 27,212 221 de zile. Numărul de luni draconitice excede cu o unitate pe cel al lunilor siderale în 6.793,5 zile, adică 18,6 ani, ceea ce corespunde timpului în care nodurile lunare efectuează o revoluție completă pe planul eclipticii.